# NGC 671
NGC 671 ist eine Spiralgalaxie vom Hubble-Typ S? im Sternbild Widder auf der Ekliptik, die schätzungsweise 250 Millionen Lichtjahre von der Milchstraße entfernt ist. Sie ist als Seyfert-2-Galaxie klassifiziert, einer besonderen Form Aktiver Galaxien mit einem hellen und kompakten Kern.
Entdeckt wurde das Objekt am 17. September 1885 vom US-amerikanischen Astronomen Lewis Swift.